# Démonlyuk
A démonlyuk olyan nyílás (kőben, falban, a téridőben stb.), amelyen át a démonok elmenekülnek (elmenekültek) valahonnan az adott hely, tárgy stb. felszentelésekor.

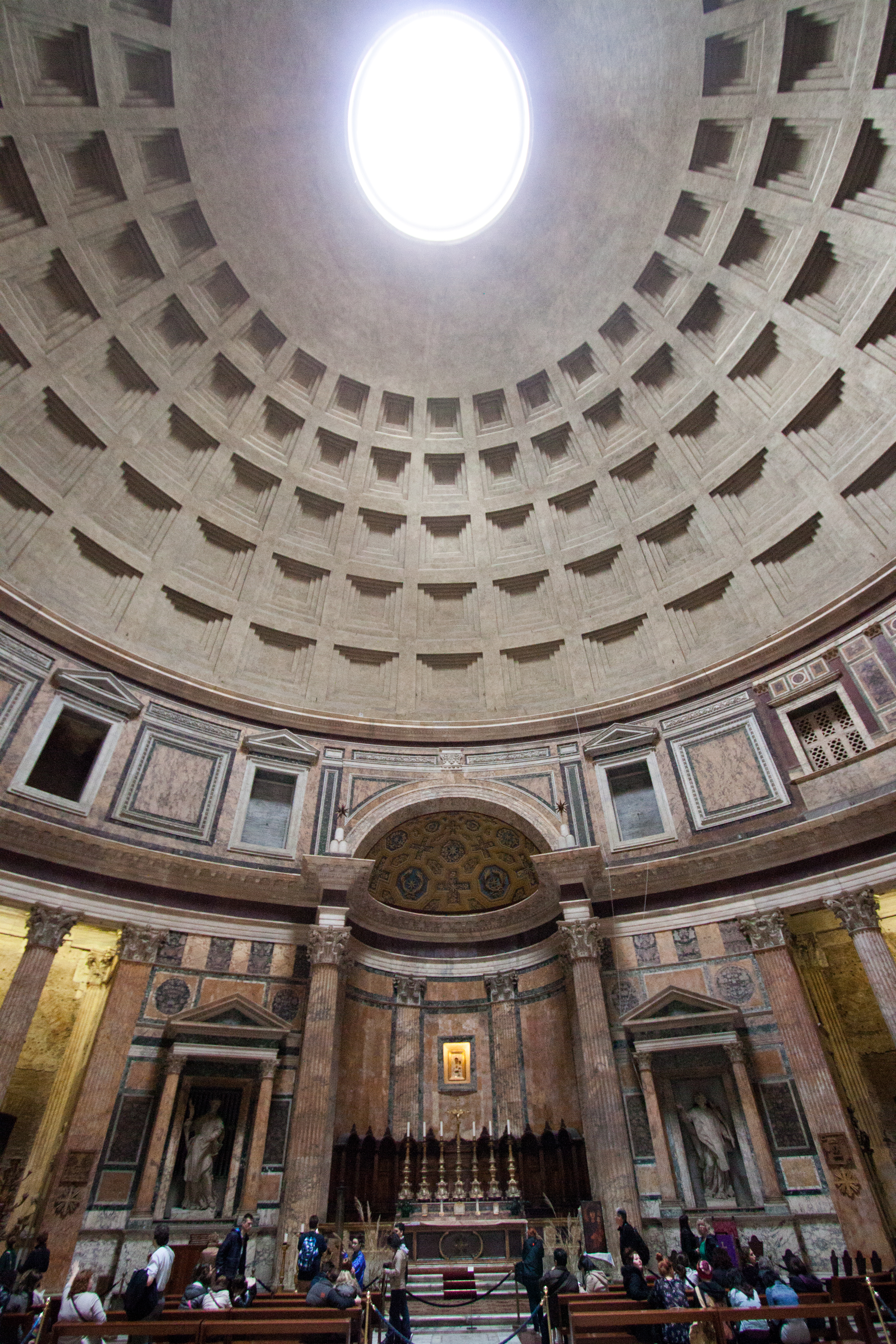
A Pantheon főoltára és a kupola részlete széles látószöggel

## Nevének eredete
A fogalmat és az azt jelölő kifejezést Dan Brown amerikai író alkotta meg Angyalok és démonok című regényében, ahol leírja a Pantheon kupoláját, és annak tetején elhelyezkedő, oculusnak — (ökör)szemnek — nevezett gyűrűt nevezte át.
Brown szép történetet kanyarított az új fogalomhoz, amely szerint a szó Adam Bede 6. századi angol teológus egyházi írótól származik. (Bede valós történelmi személy, bár nem a 6., hanem a 7–8. század fordulóján alkotott.) Brown szerint Bede szemtanúként számol be arról, hogy a Pantheon felszentelésekor látta menekülni az épületet addig megszálló démonokat az oculuson — pontosabban, a démonlyukon.
Elemzők szerint lehetséges, hogy az elnevezés Bede nagy egyháztörténeti munkájának egyszerű félreértése. A 2. kötet IV. fejezetében Bede azt beszéli el, miként utazott Rómába Mellitus londoni püspök, hogy az angol egyház ügyeiről tárgyaljon IV. Bonifác pápával.  Megemlíti, hogy Bonifác „megszerezte Phokasz császártól Krisztus egyházának számára azt a római templomot, amelyet az ókoriak Pantheonnak neveztek, mivel valamennyi isten lakóhelye volt; a pápa pedig, megtisztítván minden mocsoktól, a szent Isten Anyának és Krisztus minden mártírjának szentelte a templomot, ilyeténképpen kiűzettek belőle az ördögök, és a szentek áldott kara foglalta el a helyüket mindörökre”.
Brown művében a kifejezés még egy jelentéssel szerepel, mint a csontház egyik típusa (buco diavolo). Ezek divatja a szerző szerint rövid ideig tartott, mert a bomló maradványok rendkívül büdöseknek bizonyultak.